# Ибрагимов, Умахан Редженович
Умаха́н Редже́нович Ибраги́мов (род. 22 февраля 1992, город Махачкала, Республика Дагестан) — российский боец смешанных боевых искусств. Побивший рекорд нокаутировав соперника в 1-м раунде на 5-й секунде боя.

## Биография
Умахан Ибрагимов родился в 1992 году в городе Махачкале Республике Дагестан. По национальности лакец. Проживал в городе Буйнакске. Родовое село Дучи (Лакский район). С раннего детства был заитересован и занимался спортом, а именно кикбоксингом. По вероисповеданию мусульманин-суннит. Умахан говорит на нескольких языках, включая лакский, китайский, английский, русский. Помимо боевых искусств Умахан интересуется футболом и является болельщиком клуба      "Манчестер Юнайтед".

### Достижения
- Многократный Чемпион Дагестана по кикбоксингу.
- Чемпион России по кикбоксингу (2009 г.).
- Чемпион Мира по кикбоксингу WAKO[1] (2010 г.).
- Чемпион Мира по Ушу Саньда (2013 г.).
- Чемпион Мира по К1 WMO[2] (2015 г.).

### Рекорд
Участвовал в более 100 любительских боях по кикбоксингу и муай-тай.
| Боев      | 21 |
| --------- | -- |
| Побед     | 19 |
| Поражений | 2  |
| Ничьих    | 0  |

| Боев      | 5 |
| --------- | - |
| Побед     | 4 |
| Поражений | 1 |
| Ничьих    | 0 |